# Грейт-Фолс
Грейт-Фо́лс (англ. Great Falls) — город и административный центр округа Каскейд, штат Монтана, США. Население — 59 638 человек по данным переписи 2017 года. Название Грейт-Фолс происходит от соответствующего названия водопадов, через которые пришлось перебираться членам экспедиции Льюиса и Кларка во время разведки областей Луизианской покупки в 1805-06 гг. 
В городе расположен Музейный комплекс Ч. М. Рассела, Университет Грейт-Фолс, Джайнт Спрингс (водный источник), река Ро (самая короткая река в мире, длиной 60 м), Школа штата Монтана для глухих и слепых, а также бейсбольная команда второй лиги Грейт-Фолс Вояджерз. Издается местная газета -- «Грейт-Фолс Трибьюн». Грейт-Фолс известен как «Электрический город», благодаря пяти гидроэлектрическим станциям, расположенным вдоль реки Миссури.

## Климат и география

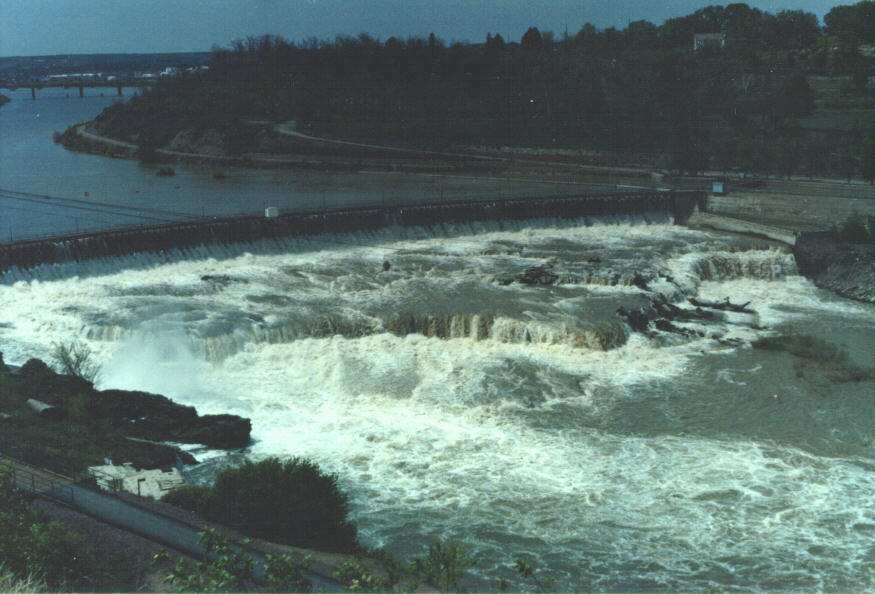
Водопад Блэк игл и дамба перед ним. 1988 год

Грейт-Фолс расположен вдоль реки Миссури, поблизости от нескольких водопадов, а также места впадения в Миссури реки Сан. Город располагается на высоте 1015 м. Согласно данным Бюро переписи населения США, общая площадь города составляет 51,6 км², из которых 50,5 км² занимает суша, а 1,1 км² — вода. Климат континентальный, засушливый. Характеризуется значительным изменением температур, как в течение года, так и в течение суток.
| Показатель                    | Янв.  | Фев.  | Март  | Апр.  | Май  | Июнь | Июль | Авг. | Сен.  | Окт.  | Нояб. | Дек.  | Год   |
| ----------------------------- | ----- | ----- | ----- | ----- | ---- | ---- | ---- | ---- | ----- | ----- | ----- | ----- | ----- |
| Абсолютный максимум, °C       | 19,4  | 28,9  | 26,7  | 31,7  | 37,8 | 38,9 | 41,7 | 41,1 | 37,8  | 32,8  | 28,3  | 20,6  | 41,7  |
| Средний суточный максимум, °C | 0     | 3,3   | 7,2   | 13,3  | 18,3 | 23,3 | 27,8 | 27,2 | 21,1  | 14,4  | 5,6   | 1,1   | 13,3  |
| Средняя температура, °C       | −5,6  | −3,3  | 0,6   | 6,1   | 10,6 | 15,6 | 18,9 | 18,9 | 12,8  | 7,8   | 0     | −4,4  | 6,7   |
| Средний суточный минимум, °C  | −11,7 | −9,4  | −6,1  | −1,1  | 3,3  | 7,8  | 10   | 10   | 5     | 0,6   | −5    | −10   | −0,6  |
| Абсолютный минимум, °C        | −42,2 | −35,6 | −33,9 | −23,3 | −9,4 | −0,6 | 1,7  | −1,1 | −12,2 | −23,9 | −31,7 | −41,7 | −42,2 |
| Норма осадков, мм             | 17,3  | 13    | 25,7  | 35,6  | 64,3 | 56,9 | 36,8 | 41,9 | 31,2  | 23,6  | 15    | 17    | 378   |
| Источник: Weather.com         |       |       |       |       |      |      |      |      |       |       |       |       |       |

## Демография

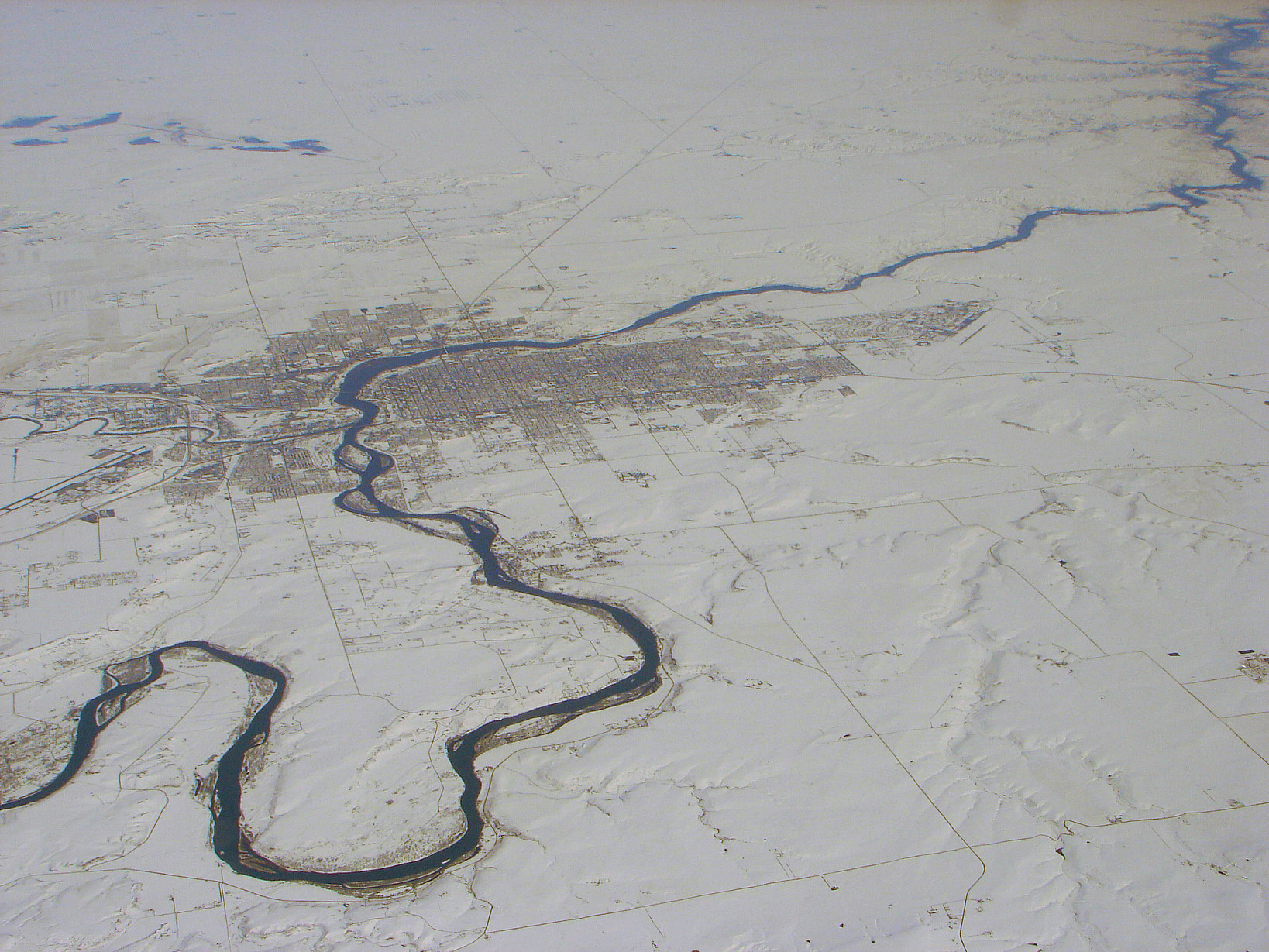
Город с воздуха. Слева виден международный аэропорт, справа — База ВВС Мальстрём. 2009 год

По данным переписи 2000 г., население города состоит из 56 690 чел., 23 834 домохозяйства и 14 848 семей. Плотность населения составляет 2909,1 чел. на 1123,0/км². В городе насчитывается 25 250 жилищных единиц, расположенных с плотностью 500,2/км². Расовый и этнический состав населения: 89,96 % — белые, 0,95 % — афроамериканцы, 5,09 % — коренные американцы, 0,86 % — азиаты, 0,09 % — островные американцы (гуамцы, гавайцы, самоанцы), 2,39 % — испаноговорящие американцы и латиноамериканцы.
В городе находится 23 834 домохозяйств, в 30,1 % из которых есть дети до 18 лет; 47,4 % — семейные пары; 11,1 % — домохозяйства, где нет супруга, а роль главы семьи отводится женщине; 37,7 % — несемейные домохозяйства.
Возрастной состав населения: 24,9 % — до 18 лет, 9,0 % — от 18 до 24, 27,7 % — от 25 до 44, 22,7 % — от 45 до 64, 15,7 % — от 65 и старше. Средний возраст равен 38 годам. На каждые сто женщин приходится 94,2 мужчин.
Средний доход одного домохозяйства составляет $32 436, средний доход семьи $40 107. Средний доход у мужчин равен $29 353, в то время как у женщин $20 859. Доход на душу населения $18 059. 14,5 % всего населения и 11,1 % семей живут за чертой бедности.

## История

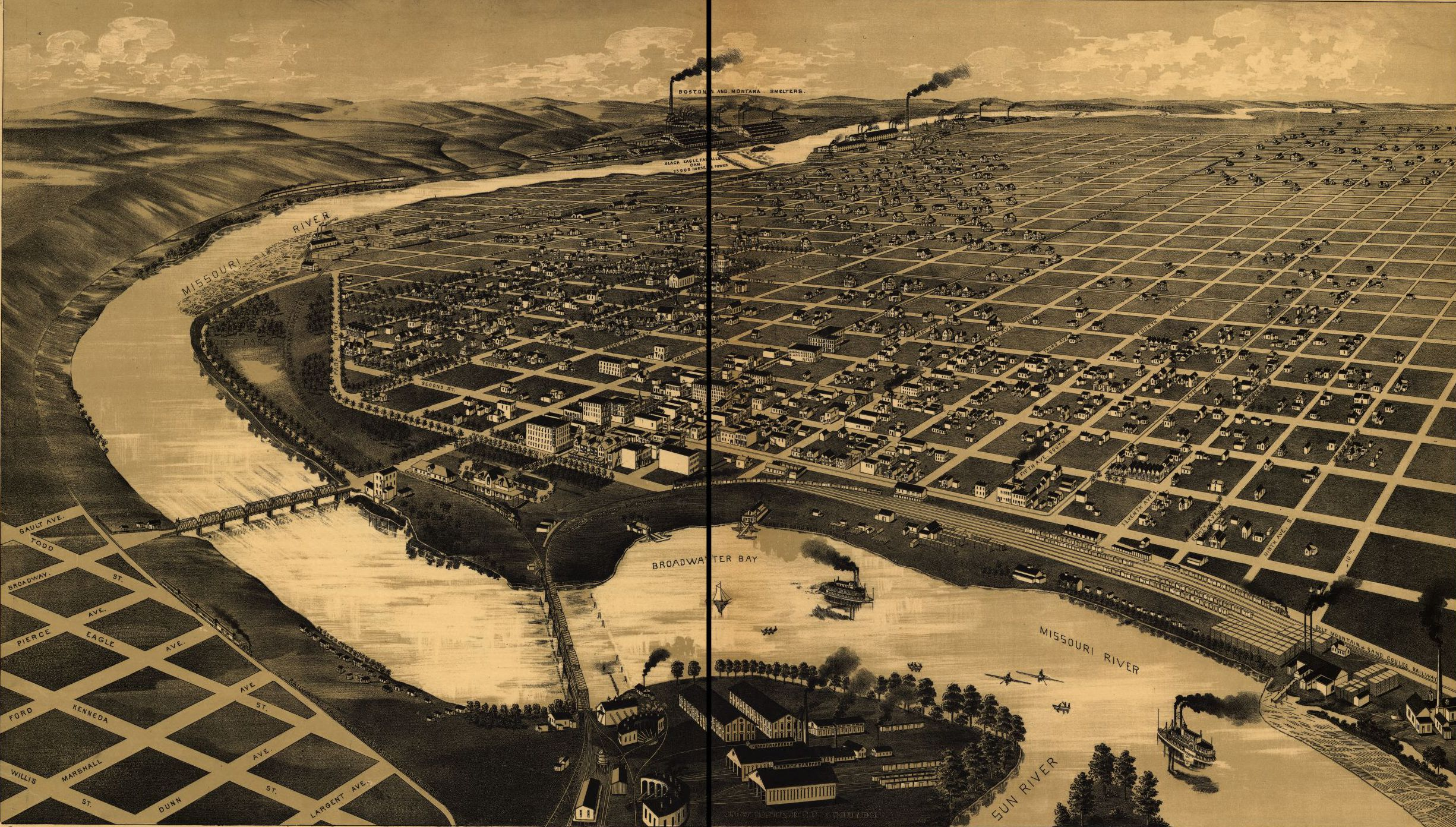
Изображение города в 1891 году

Грейт-Фолс основан в 1883 году Пэрисом Гибсоном и железнодорожным магнатом Джеймсом Дж. Хиллом как энергетический город для эксплуатации гидроэлектрической энергии водопадов. Историк Уильям Е. Фурделл называл Грейт-Фолс «предпринимательским городом», а также говорил, что в городе «невозможно не обратить внимания на многочисленные кладбища и виселицы».
Почта в городе была построена 10 июля 1884 года. Первым почтмейстером стал Пэрис Гибсон.
В 1889 году началось строительство станции Блэк Игл, и на следующий год город уже был обеспечен электроэнергией.
Грейт-Фолс вскоре стал бурно развивающимся центром снабжения и промышленности, а к 1900 году мог претендовать на звание самого крупного города в штате Монтана. К 1908 году было закончено воздвижение так называемой «высочайшей дымовой трубы в мире», строительством которой занимался самый крупный работодатель в городе, медно-добывающая компания Анаконда. Строение представляло собой огромную плавильную печь высотой более 154 метров. «Большая Труба» сразу стала местной достопримечательностью.
Во время Второй мировой войны город был начальной точкой маршрута перегонки американских самолётов в СССР по договору ленд-лиза. Из Грейт-Фолса трасса шла через Канаду и Аляску в СССР, где по Алсибу самолёты перегоняли до Красноярска.

## Военные силы

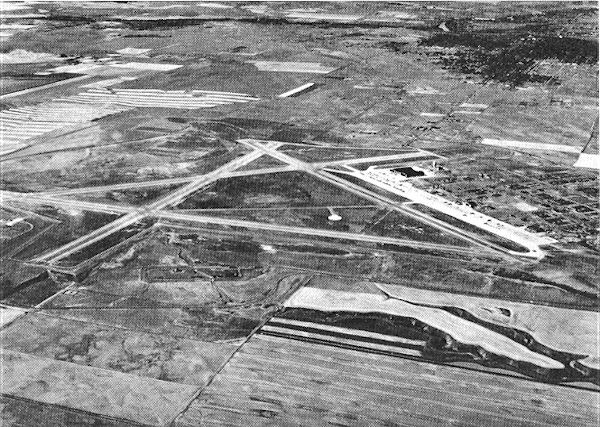
База ВВС Мальстрём. 1944 год

В Грейт-Фолс находится авиабаза Малмстром и 341-е ракетно-воздушное крыло. 341-я группа управления руководит и обеспечивает запуски, слежение и контроль за безопасностью межконтинентальных баллистических ракет.
Ракеты и обслуживающие здания рассредоточены по самому большому ракетному комплексу в западном полушарии, занимая площадь 59570 км².
Международный аэропорт Грейт-Фолс является площадкой, где размещается 120-е крыло истребительной авиации Национальной гвардии США. Данное крыло укомплектовано истребителями модели F-16 Fighting Falcon.
В Грейт-Фолс также размещается 889-е подразделение армейского резерва.

## Спорт
| Клуб                  | Вид спорта | Лига                                     | Стадион          |
| --------------------- | ---------- | ---------------------------------------- | ---------------- |
| Грейт-Фолс Эксплорерс | Баскетбол  | Континентальная баскетбольная ассоциация | Фор Сизонс Арена |
| Грейт-Фолс Вояджерс   | Бейсбол    | Первая бейсбольная лига                  | Сентин           |

В течение сезона 1979-80, Грейт-Фолс и Фор-Сизонс-Арена стали тренировочной площадкой для хоккейной команды юниоров «Грейт-Фолс Американс». Бейсбольная команда «Грейт-Фолс Уайт Сокс» имеет богатую историю: с 1988 года она побеждала в чемпионате четыре раза (1988,1989, 1990 и 2002 гг.). В 2007 году команда «Грейт-Фолс Эксплорерс» заняла второе место в чемпионате КБА.

## Музеи
- C.M. Russell Museum — музей американского художника Чарльза Рассела[6].

## Случай Мариана
Случай Мариана имел место в Грейт-Фолс в августе 1950 года. Николас «Ник» Мариана, генеральный директор бейсбольного клуба Грейт-Фолс Электрикс, и его секретарь наблюдали два «ярких, серебристых шара», пролетавших над пустым стадионом. Мариана заснял объекты на камеру, плёнка стала одним из первых свидетельств существования НЛО. Инцидент получил широкую огласку по всей стране и считается первым значимым свидетельством в пользу НЛО. В 2007 году команда «Грейт-Фолс Уайт Сокс» была переименована в «Грейт-Фолс Вояджерз» в память об этом событии. На эмблеме клуба изображён инопланетянин в летающей тарелке.

## Города-побратимы
Городом-побратимом Грейт-Фолс считается российский город  Шарья, Костромская область.